# Бой у Бабанга
Битва у Бабанга (12 июля 1965 года) стала четвертой и последней из успешных засад в период с мая по июль 1965 года австралийскими солдатами из 3-го батальона Королевского австралийского полка. Битва произошла в районе Бабанга на Калимантане в контексте Индонезийско-малайзийской конфронтации. Эти засады были частью более масштабной операции Британского Содружества, известной как Операция «Кларет».

## Бой
В полдень 12 июля австралийский 7-й взвод роты С под командованием лейтенанта Роберта Геста, вместе с майором Айвором Ходжкинсоном и группой поддержки, организовал засаду вдоль активно используемой дороги рядом с индонезийской базой. В результате, группа из 30 индонезийцев оказалсь в ловушке, индонезийский взвод попытался контратаковать, но австралийцы успешно отступили под артиллерийским прикрытием. Были зафиксированы потери с индонезийской стороны – как минимум 13 убитых и пятеро раненых, тогда как австралийцы не понесли ущерба.

## Итог
Как и предыдущие успешные операции Кларет, засада в Бабанге существенно ослабила индонезийские вооруженные силы, что дало возможность австралийцам занять лидирующую позицию в приграничной зоне и обеспечило раннее реагирование на возможные вторжения Индонезии в Саравак, содействуя более широким достижениям сил Британского Содружества в конфронтации. Такие решительные действия, как правило, не были разрешены для подразделений, находящихся на первом этапе службы в Калимантане, что делает операции 3-го батальона Королевского австралийского полка уникальными во всей конфронтации.